# Agathia eromena
Agathia eromena là một loài bướm đêm trong họ Geometridae.